# 毛尔基兴
毛尔基兴是奥地利上奥地利州因河畔布劳瑙县的一个市镇。总面积3平方公里，总人口2260人，人口密度753.3人/平方公里（2005年）。